# Éterpigny, Pas-de-Calais
Éterpigny är en kommun i departementet Pas-de-Calais i regionen Hauts-de-France i norra Frankrike. Kommunen ligger i kantonen Vitry-en-Artois som tillhör arrondissementet Arras. År 2022 hade Éterpigny 254 invånare.

## Befolkningsutveckling
Antalet invånare i kommunen Éterpigny
| Referens: INSEE |